# Pocałunek wampira
Pocałunek wampira (tytuł oryg. Vampire's Kiss) − amerykański film fabularny z 1988 roku, hybryda komediodramatu i horroru. Film wyreżyserował Robert Bierman, w rolach głównych wystąpili Nicolas Cage, Maria Conchita Alonso, Jennifer Beals oraz Elizabeth Ashley. Fabuła skupia się na losach popadającego w obłęd pracownika nowojorskiej agencji wydawniczej, który wierzy, że przeistacza się w wampira. Premiera obrazu odbyła się w maju 1988 podczas 41. Międzynarodowego Festiwalu Filmowego w Cannes. 17 września 1988 projekt został zaprezentowany widzom Boston Film Festival. W 1989 i 1990 Pocałunek wampira został wyróżniony nagrodami i nominacjami na dwóch galach: Sitges − Catalonian International Film Festival oraz Independent Spirit Awards. Odbiór filmu przez krytyków był zasadniczo pozytywny.

## Obsada
- Nicolas Cage − Peter Loew
- Maria Conchita Alonso − Alva Restrepo
- Jennifer Beals − Rachel
- Elizabeth Ashley − dr. Glaser
- Kasi Lemmons − Jackie
- Bob Lujan − Emilio
- Jessica Lundy − Sharon
- Johnny Walker − Donald
- Michael Knowles − Andrew
- John Michael Higgins − Ed
- David Hyde Pierce − mężczyzna w teatrze

## Odbiór
Pocałunek wampira poniósł porażkę komercyjną, w Stanach Zjednoczonych inkasując zaledwie siedemset dwadzieścia pięć tysięcy sto trzydzieści jeden dolarów. Mimo słabych zysków finansowych, film zebrał pozytywne recenzje. Opiniodawcy chwalili przede wszystkim grę aktorską Nicolasa Cage’a. Pozytywnie oceniono reżyserię Roberta Biermana i jego umiejętność w przedstawieniu filmu jako horroru, komedii i dramatu w jednym. Pocałunek wampira uchodzi za obraz kultowy.

## Nagrody i wyróżnienia
- 1989, Sitges − Catalonian International Film Festival:
  - nagroda dla najlepszego aktora (wyróżniony: Nicolas Cage; ex aequo z Michaelem Gambonem nagrodzonym za film Kucharz, złodziej, jego żona i jej kochanek)[2]
  - nominacja do nagrody dla najlepszego filmu (Robert Bierman)[2]
- 1990, Independent Spirit Awards:
  - nominacja do nagrody Independent Spirit w kategorii najlepszy pierwszoplanowy występ męski (Nicolas Cage)[2]